# 1981 في البرازيل
فيما يلي قوائم الأحداث التي وقعت خلال عام 1981 في البرازيل.

## رياضة
- 29 مارس – جائزة البرازيل الكبرى 1981 الفائز كارلوس ريوتيمان.

## مواليد

### يناير
- 1 يناير – فرانسين مورايس لاعبة كرة يد برازيلية.
- 4 يناير – دانيال روسي لاعب كرة قدم برازيلي.
- 10 يناير – ولسن دوداته دا سيلفا لاعب كرة قدم برازيلي.
- 13 يناير – إلياس فرناندو داماسيو لاعب كرة قدم برازيلي.
- 16 يناير – فابيو فلور دي أزيفيدو لاعب كرة قدم برازيلي.
- 21 يناير – ميشال تيلو
- 21 يناير – نيزينهو دوس سانتوس لاعب كرة سلة برازيلي.
- 24 يناير – مارسيو توريس لاعب كرة مضرب برازيلي.
- 25 يناير – أرتور مورايس لاعب كرة قدم برازيلي.
- 27 يناير – إريكسون نوكتشيبينتو لاعب كرة قدم ياباني.
- 30 يناير – أفونسو ألفيس لاعب كرة قدم برازيلي.

### فبراير
- 4 فبراير – أليكساندرو لاعب كرة قدم برازيلي.
- 8 فبراير – جوناثان بينيتيز دي كونسيساو لاعب كرة قدم برازيلي.
- 13 فبراير – لويساو لاعب كرة قدم برازيلي.
- 15 فبراير – هوريليو غوميز لاعب كرة قدم برازيلي.
- 22 فبراير – دينيس ماركيز لاعب كرة قدم برازيلي.
- 23 فبراير – رافائيل بوتي لاعب كرة قدم برازيلي.
- 23 فبراير – فابيو سانتوس دا سيلفا لاعب كرة قدم برازيلي.
- 27 فبراير – روبيرت دي بينو دي سوزا لاعب كرة قدم برازيلي.
- 28 فبراير – ماركو توليو لاعب كرة قدم برازيلي.

### مارس
- 1 مارس – أنا هيكمان عارضة برازيلية.
- 5 ديسمبر – هيونس مارسيلو ليموس لاعب كرة قدم برازيلي.
- 10 مارس – دانيال كارفاليو دا سيلفا لاعب كرة قدم برازيلي.
- 11 مارس – أندريه دياز لاعب كرة قدم برازيلي.
- 12 نوفمبر – مارسيل أوغوستو أوتان لاعب كرة قدم برازيلي.
- 20 مارس – مارسيو ميراندا فريتاس روتشا دا سيلفا لاعب كرة قدم برازيلي.
- 21 مارس – جيرمانو كاردوسو جوستا لاعب كرة قدم برازيلي.
- 22 مارس – ليا تي عارضة برازيلية.
- 23 مارس – فيكتور سيموس لاعب كرة قدم برازيلي.
- 24 يناير – مارسيو توريس لاعب كرة مضرب برازيلي.
- 27 مارس – كاكاو لاعب كرة قدم برازيلي.
- 30 نوفمبر – مارسيو ريتشارد لاعب كرة قدم برازيلي.

### أبريل
- 4 أبريل – ريكو لاعب كرة قدم برازيلي.
- 11 أبريل – أليساندرا أمبروسيو عارضة برازيلية.
- 14 أبريل – كليبر روجيريو كامو سيلفا لاعب كرة قدم برازيلي.
- 24 أبريل – ماركوس توليو تاناكا لاعب كرة قدم برازيلي.
- 25 أبريل – فيليبي ماسا سائق سيارة سباق برازيلي.

### مايو
- 3 مايو – فرناندو مينيغازو لاعب كرة قدم برازيلي.
- 3 مايو – موريلو إندرس
- 13 مايو – فابيانا دينيز لاعبة كرة يد برازيلية.
- 15 مايو – كارلا تيني لاعبة كرة مضرب برازيلية.
- 24 مايو – فيليب دي سوزا كامبوس لاعب كرة قدم برازيلي.

### يونيو
- 10 يونيو – إيورثون لاعب كرة قدم برازيلي.
- 12 يونيو – أدريانا ليما عارضة برازيلية.
- 14 يونيو – إيلانو لاعب كرة قدم برازيلي.
- 27 يونيو – كليبر سانتانا لاعب كرة قدم برازيلي.

### يوليو
- 3 يوليو – جيفيرسون فييرا دا كروز لاعب كرة قدم برازيلي.
- 19 يوليو – نيني لاعب كرة قدم برازيلي.
- 26 يوليو – مايكون لاعب كرة قدم برازيلي.
- 31 يوليو – آنا كلوديا ميشيل عارضة برازيلية.

### أغسطس
- 15 أغسطس – فولفيو دي أسيس لاعب كرة سلة برازيلي.
- 18 أغسطس – لياندرو أوزيبيو لاعب كرة قدم برازيلي.

### سبتمبر
- 4 سبتمبر – ويلينغتون كاتو دي أوليفيرا لاعب كرة قدم برازيلي.
- 16 سبتمبر – ألكسندرا دو ناسيمينتو لاعبة كرة يد برازيلية.

### أكتوبر
- 1 أكتوبر – جوليو بابتيستا لاعب كرة قدم برازيلي.
- 15 أكتوبر – دانيلو غوميز لاعب كرة قدم برازيلي.
- 25 أكتوبر – سمير ليما دي أراوجو لاعب كرة قدم برازيلي.
- 29 أكتوبر – جاي بي باتيستا لاعب كرة سلة برازيلي.

### نوفمبر
- 2 نوفمبر – أباريسيدو ليما لاعب كرة قدم برازيلي.
- 3 نوفمبر – فيتور هوغو لاعب كرة قدم برازيلي.
- 12 نوفمبر – مارسيل أوغوستو أوتان لاعب كرة قدم برازيلي.
- 15 نوفمبر – أندرسون أندرادي أنتونيس لاعب كرة قدم برازيلي.
- 16 نوفمبر – إيلسون لاعب كرة قدم برازيلي.
- 30 نوفمبر – إدواردو غونسالفيس دي أوليفيرا لاعب كرة قدم برازيلي.
- 30 نوفمبر – مارسيو ريتشارد لاعب كرة قدم برازيلي.

### ديسمبر
- 5 ديسمبر – هيونس مارسيلو ليموس لاعب كرة قدم برازيلي.
- 10 ديسمبر – فابيو روتشيمباك لاعب كرة قدم برازيلي.
- 12 ديسمبر – برونو رانغيل لاعب كرة قدم برازيلي.
- 14 ديسمبر – أندرسون سانتوس سيلفا لاعب كرة قدم برازيلي.

## وفيات

### نوفمبر
- 27 نوفمبر – كلاوديو كوتينيو (مواليد 1939) لاعب كرة قدم برازيلي.